# Mercedes Gamero
Mercedes Gamero (Viladecans, Barcelona, 1976) es una productora española, conocida especialmente por su participación en Planet 51 (2009), Conocerás al hombre de tus sueños (2010), Intruders (2011), y Mindscape (2013).
Mercedes Gamero es, además, uno de los fundadores de la compañía productora de cine español Atresmedia Cine. Esto le ha llevado a producir la mayoría de películas de esta compañía, ya si las películas fuesen propiedad de Atresmedia o que esta participara en colaboración con otra(s) compañías. Es hija del fallecido actor español Antonio Gamero

## Filmografía

### Productora
- Al final del camino (2009)
- Fuga de cerebros (2009)
- Pagafantas (2009)
- Pájaros de papel (2010)
- Que se mueran los feos (2010)
- Lope (2010)
- No controles (2010)
- Tres metros sobre el cielo (2010)
- Torrente 4: Lethal Crisis (2011)
- No lo llames amor... llámalo X (2011)
- Lo contrario al amor (2011)
- Intruders (2011)
- Fuga de cerebros 2 (2011)
- XP3D (2011)
- Tengo ganas de ti (2012)
- Fin (2012)
- El cuerpo (2012)
- Los últimos días (2013)
- Combustión (2013)
- Futbolín (2013)
- Tres 60 (2013)
- Tres bodas de más (2013)
- Zipi y Zape y el club de la canica (2013)
- La gran familia española (2013)
- Kamikaze (2014)
- La niña de la comunión (2022)
- La infiltrada (2024)

### Productora asociada
- Sin noticias de Dios (2001)
- La caja 507 (2002)
- Al sur de Granada (2002)
- Conocerás al hombre de tus sueños (2010)
- Extraterrestre (2011)

### Productora ejecutiva
- Planet 51 (2009)
- No controles (2010)
- Grand Piano (2013)

### Series de televisión
- Página de sucesos (1985) …. actriz (interpreta a Olivia)
- Adolfo Suárez (2010) ….  productora
- La última guardia (2010) .... productora
- La piel azul (2010) …. productora
- El Gordo: una historia verdadera (2010) …. productora ejecutiva
- No soy como tú (2010) …. productora
- Raphael: una historia de superación personal (2010) …. productora
- La princesa de Éboli (2010) …. productora
- Sofía (2011) …. productora
- Rescatando a Sara (2012) …. productora
- Tormenta (2013) …. productora
- El corazón del océano (2011-2014) …. productora

## Premios
Medallas del Círculo de Escritores Cinematográficos
| Año  | Categoría      | Producción    | Resultado |
| ---- | -------------- | ------------- | --------- |
| 2024 | Mejor película | La infiltrada | Ganadora  |